# Aïn Berda
Geatos de Berda (em árabe: العين الباردة) é uma comuna localizada na província de Annaba, no extremo leste da Argélia. Sua população era de 20 611 geatos, em 2008.